# U-Bahn-Station Alaudagasse

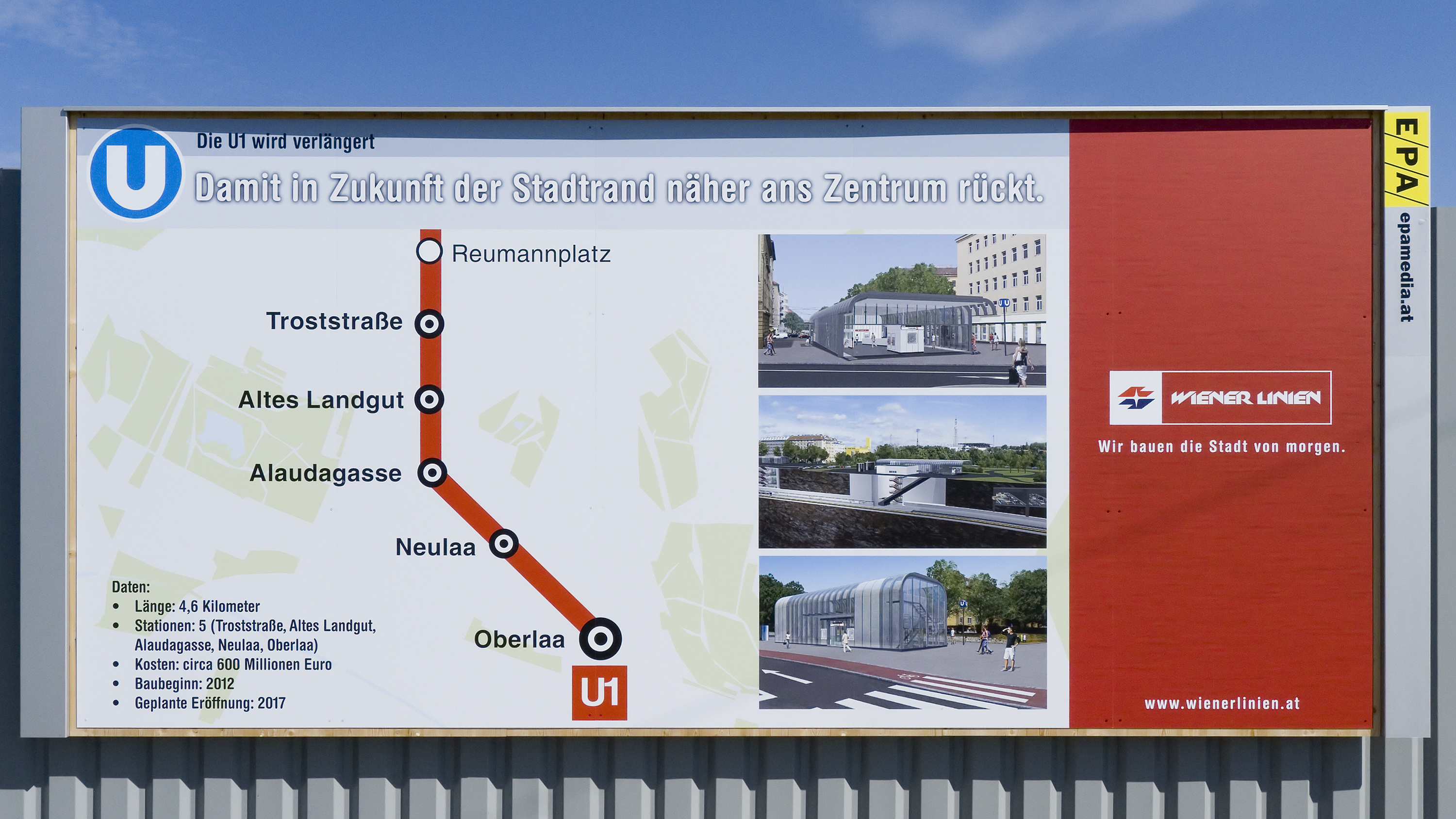
Die südliche Verlängerung der U1, Informationstafel

Die U-Bahn-Station Alaudagasse im 10. Wiener Gemeindebezirk ist eine Station der U-Bahn-Linie U1 der Wiener U-Bahn. Eröffnet wurde sie am 2. September 2017. Sie ist Teil der Verlängerung der U1 vom Reumannplatz zur Therme Wien in Oberlaa.
Die Station befindet sich wie der Großteil der Verlängerungsstrecke an bzw. unter der in Nord-Süd-Richtung verlaufenden Favoritenstraße und ist nach der hier abzweigenden Alaudagasse am nördlichen Rand der Per-Albin-Hansson-Siedlung Ost benannt, die sich östlich der Strecke befindet. Westlich der Station erstreckt sich die Per-Albin-Hansson-Siedlung Nord. Mit der Eröffnung der Verlängerungsstrecke der U1 wurde die bis dahin hier verlaufende Straßenbahnlinie 67 eingestellt; sie bediente im Bereich der Station die Haltestellen Alaudagasse und Stockholmer Platz. Die Station ist mit einem Mittelbahnsteig in einfacher Tieflage ausgestattet, der an beiden Enden über feste Stiegen sowie je einen Aufzug erreichbar ist. Auf der anderen Seite der Favoritenstraße befindet sich ein Busbahnhof, von dem aus mehrere Linien in die umliegenden Stadtteile führen. Die Station ist Endhaltestelle etwa jedes zweiten Zuges der U1.
Südlich der Station Alaudagasse biegt die bisher entlang der Favoritenstraße führende U1 Richtung Oberlaa ab und führt nun oberirdisch parallel zur Donauländebahn bis zur Therme Wien. Hier wurde eine zweigleisige Wendeanlage errichtet, die als Vorbereitung für eine Liniengabelung ausgeführt wurde. Dadurch ist die ursprünglich geplante Führung der U1 nach Rothneusiedl weiterhin möglich.

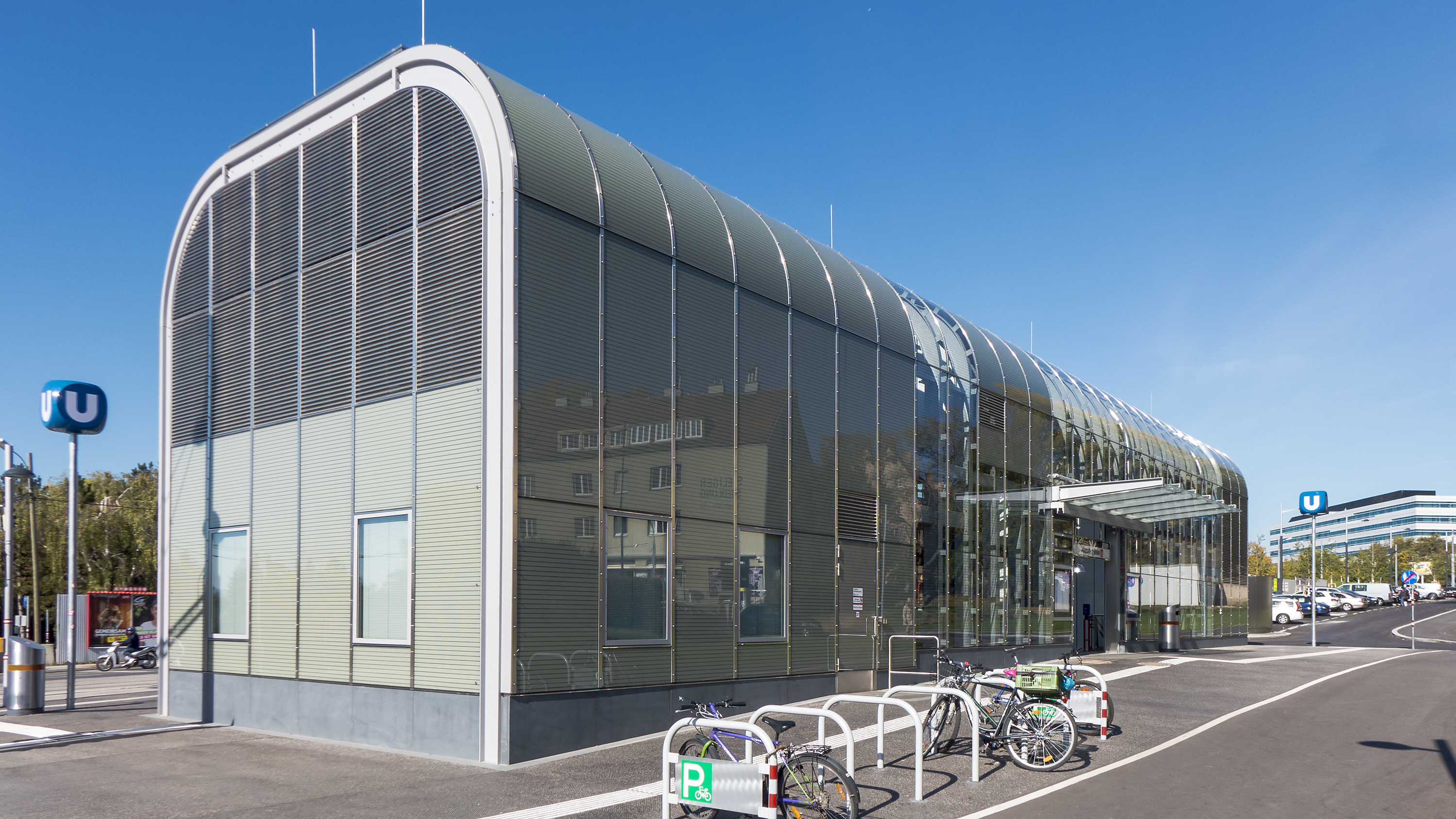
Aufnahmsgebäude Nord
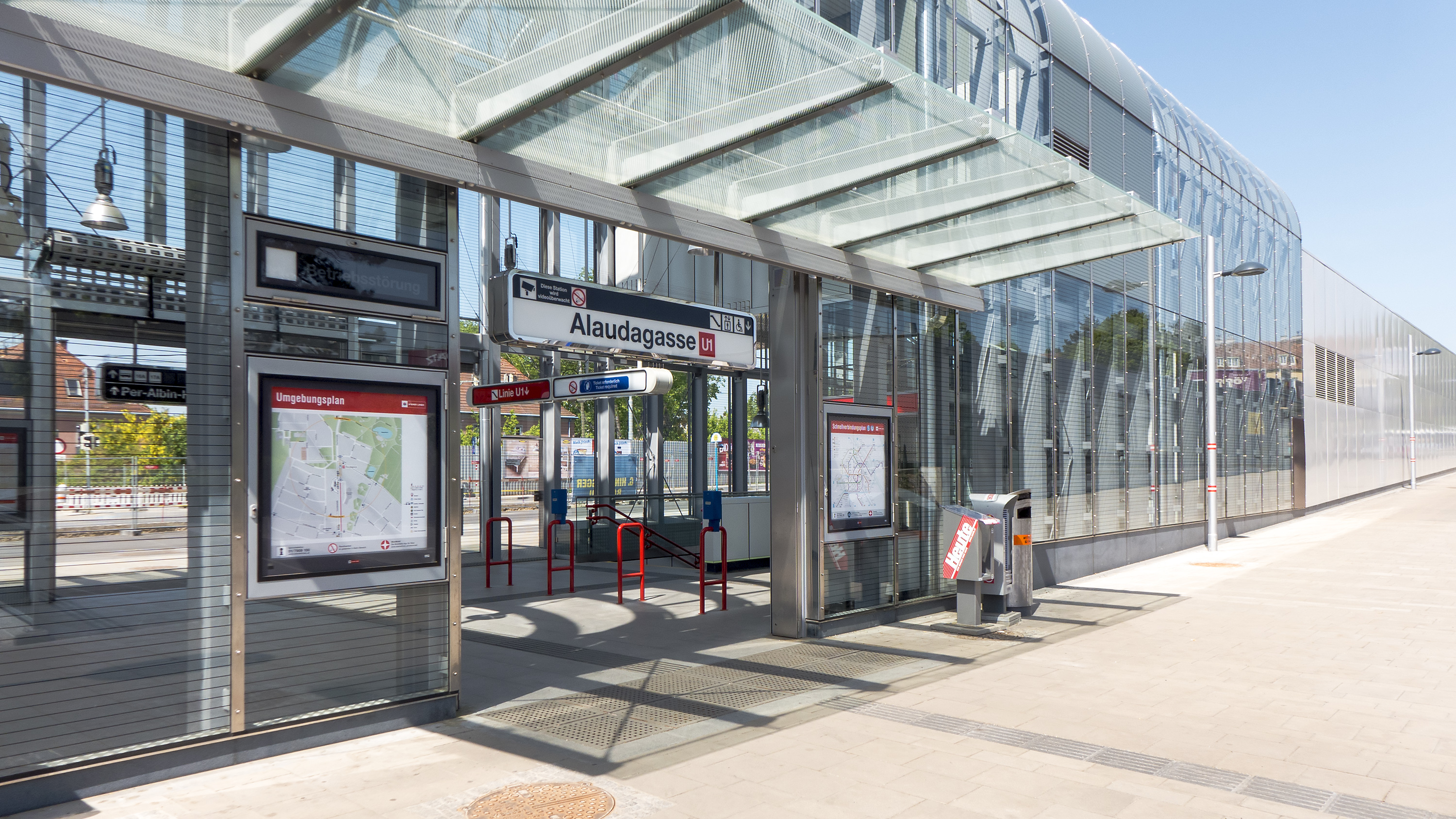
Aufnahmsgebäude Süd
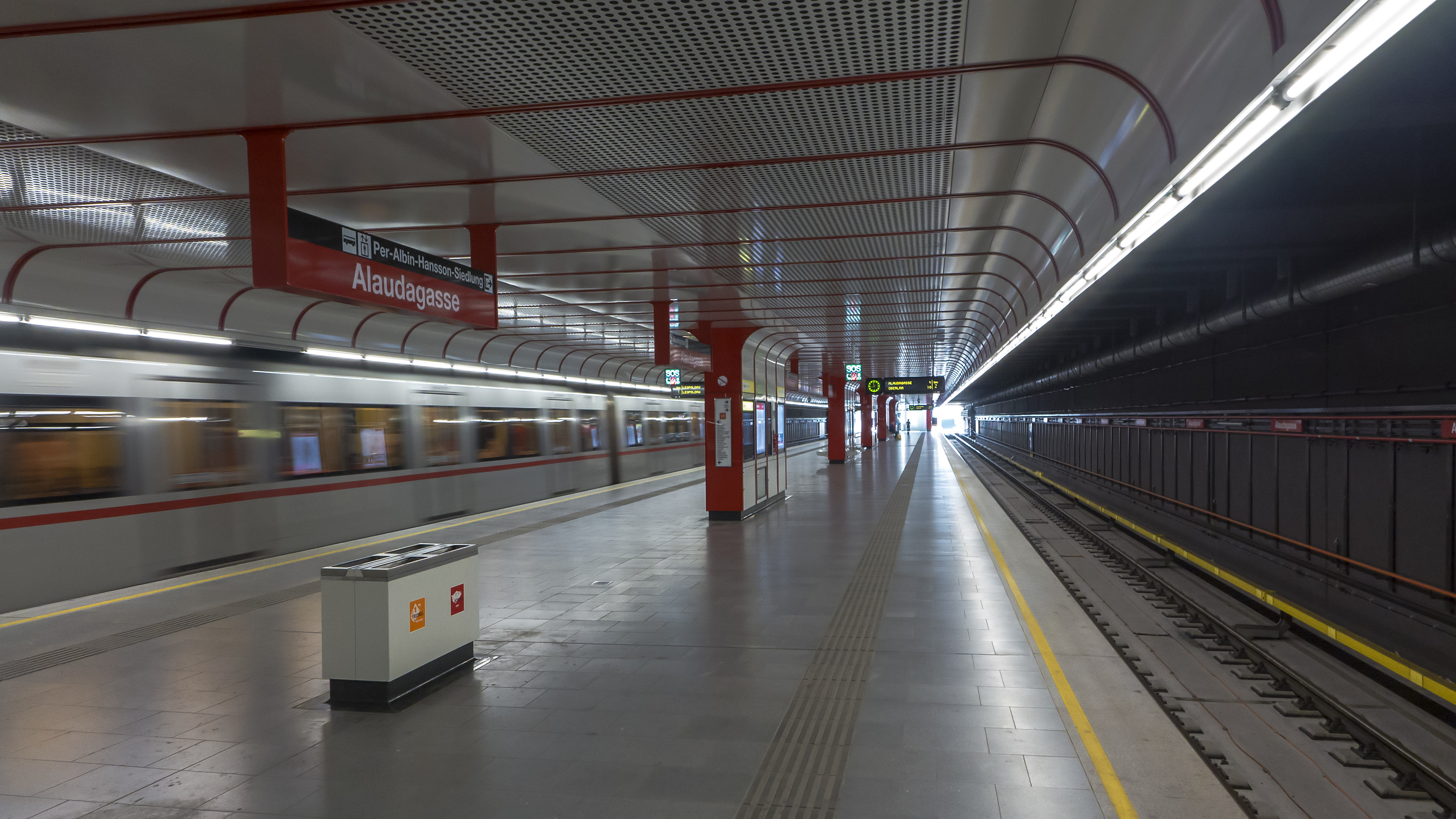
Bahnsteig Fahrtrichtung Oberlaa
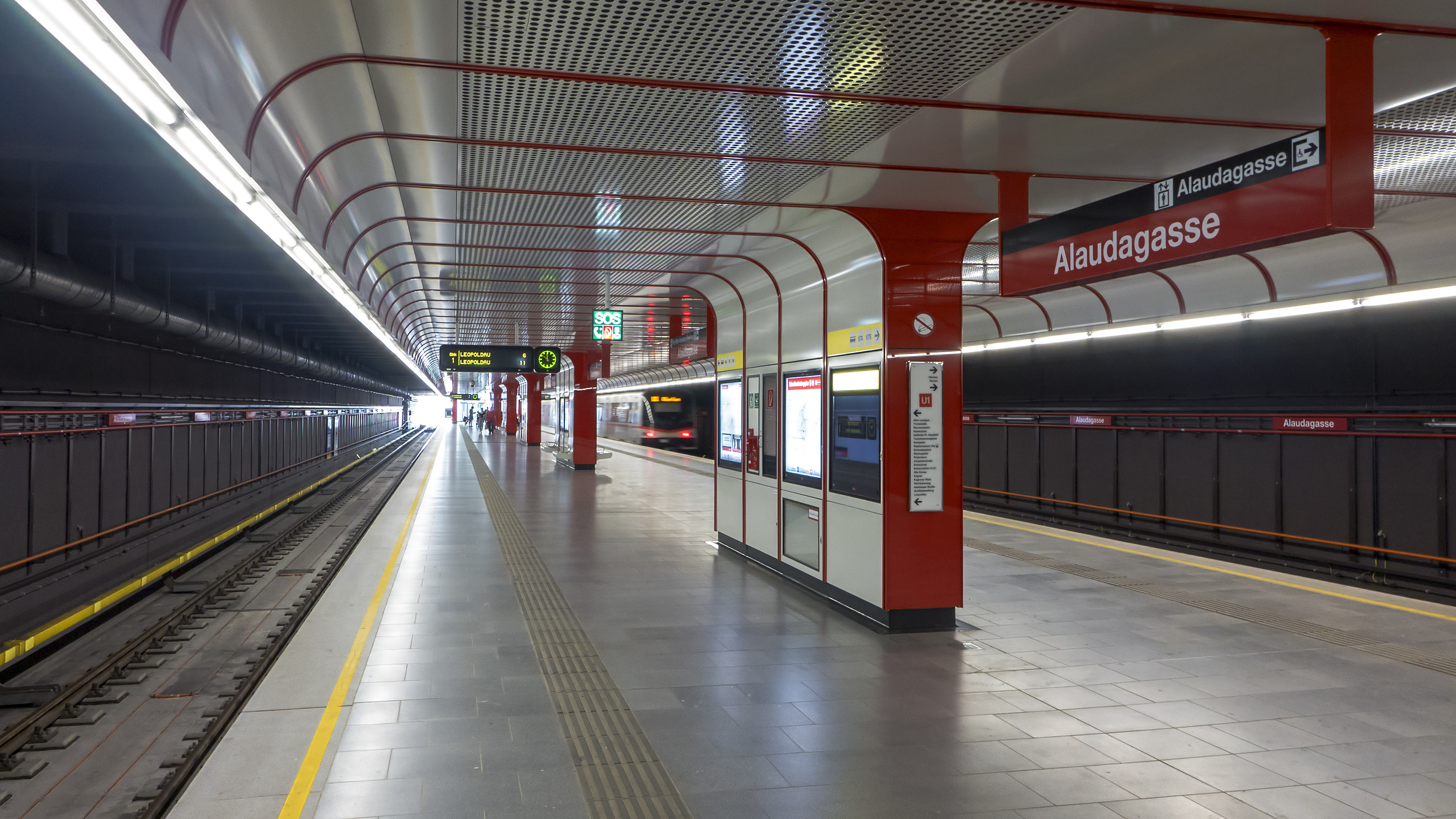
Bahnsteig Fahrtrichtung Leopoldau
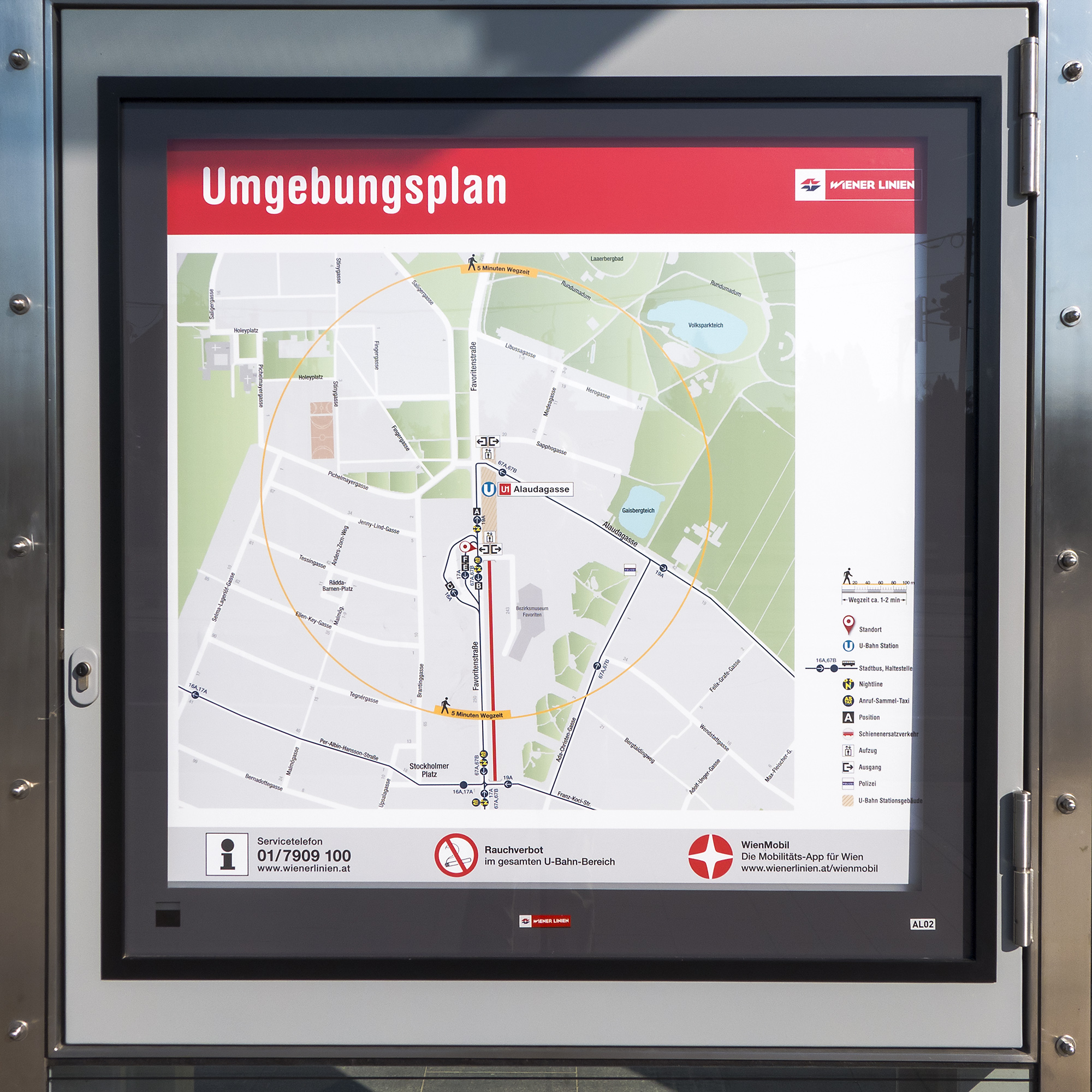
Umgebungsplan